# Plískavice šedá
Plískavice šedá (Grampus griseus), nebo také delfín šedý, grampus šedý nebo delfín Rissoův, je kytovec z čeledi delfínovitých. Vyskytuje se v tropických a mírných vodách Atlantského, Indického a Tichého oceánu. Zbarvením patří mezi nejvíce proměnlivé kytovce, kdy barva může kolísat od velmi tmavých téměř černých odstínů, přes různé stupně šedi až po téměř zcela bílou. Kůže bývá zvrásněná velkým množstvím jizev. Další anatomickou zvláštností je relativně velká hřbetní ploutev a zuby jen v dolní čelisti. Dorůstá délky nejčastěji okolo 3 metrů, výjimečně až 4 metry. Její váha se nejčastěji pohybuje mezi 300 až 500 kg. Žije obvykle v menších skupinách o počtu několika málo až několika desítek jedinců, dočasně pak i ve větších kongregacích. Skupiny samců žijí mnohdy odděleně od skupin samic s mláďaty. Živí se především hlavonožci, v menší míře i rybami a korýši. Jako mnozí další kytovci, je i plískavice poměrně dlouhověká, může se dožívat více než 45 let.
Jedná se o široce rozšířený druh s předpokládanou velkou početností a bez zásadních hrozeb, proto je v seznamu IUCN hodnocen jako málo dotčený.

## Taxonomie, etymologie
Plískavice šedá, jež je někdy nazývána delfín Rissoův, získala toto své v mezinárodních jazycích používané jméno po italo-francouzském přírodovědci Antoinu Rissovi, jehož studie tohoto zvířete se stala základem uznávaného popisu Georgese Cuviera z roku 1812. Holotyp se vztahuje k exempláři v Muséum National d'Histoire Naturelle, exponátu, který byl získán z kůže a lebky v Brestu ve Francii.

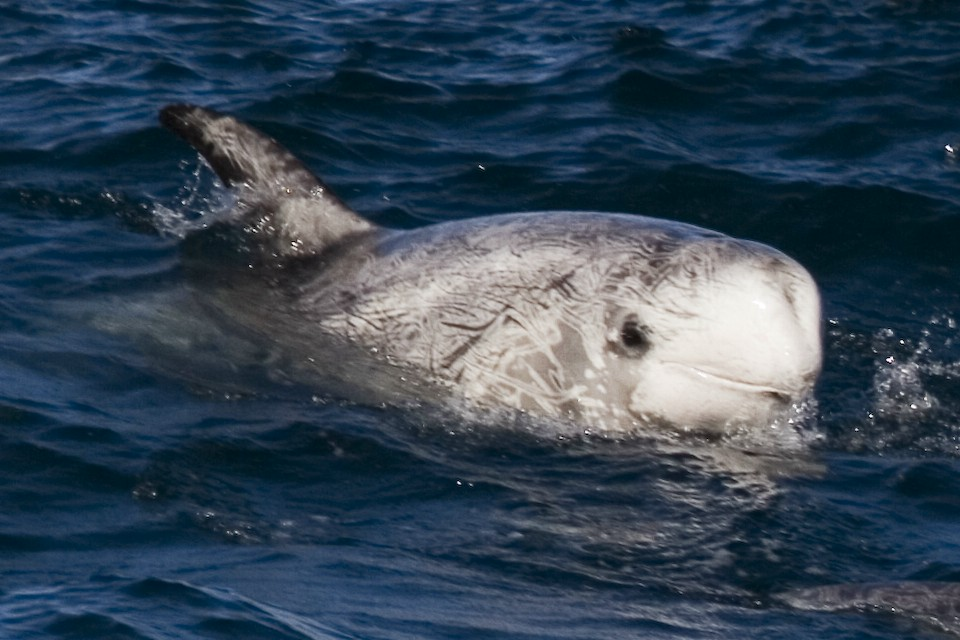
Plískavice šedá (Kalifornie)

Plískavice šedá patří do čeledi delfínovitých. Jde o typový a jediný druh rodu Grampus. Původně byl pojmenován jako Delphinus griseus Cuvier 1812. S názvem rodu Grampus přišel v roce 1828 John Edward Gray. Návrh na přejmenování tohoto rodu na Grampidelphis se objevil v roce 1933, kdy byl taxonomický status některých kytovců nejistý, a zvažovalo se zachování používání názvu Grampus pro kosatku dravou (jako Grampus orca), přičemž plískavice šedá se měla nazývat Grampidelphis exilis (Iredale, T. & Troughton, E. le G. 1933). Nyní jsou tato jména uznávaná jako vědecká synonyma. Platné vědecké jméno Grampus griseus bylo zavedeno v roce 1966.
Etymologie slova grampus je poněkud nejasná. Může se jednat o zkomoleninu latinského grandis piscis nebo francouzského grand poisson, což obojí znamená „velká ryba“. Druhové jméno griseus odkazuje na šedé zbarvení jejího těla.
Název plískavice je ryze český (převzatý pouze do chorvatštiny). Jde zřejmě o výtvor Preslův, derivát slovesa plískat. Motivací k tomuto slovu byl možná vodní sloupec stříkající při vynoření a vydechnutí či snad vystříknutí vody při skocích.

## Popis

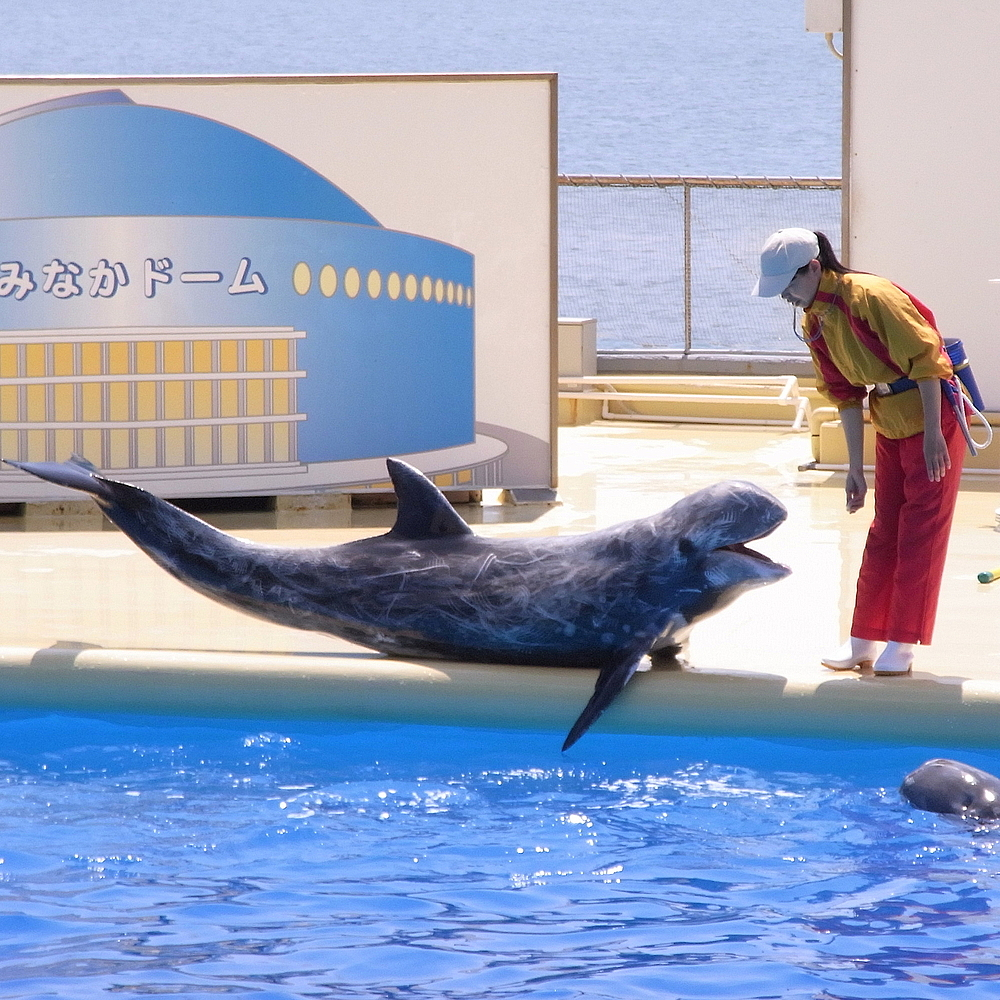
Plískavice šedá

Plískavice šedá je pátý největší zástupce čeledi delfínovití. Na délku měří většinou 2,6 až 4 metry a váží 300 až 500 kg. Maximální hodnoty mohou být ještě o něco větší – délka až 4,2 metru a hmotnost 540 kg. Novorozená mláďata měří 1,1 až 1,5 metru a váží okolo 20 kg. Tito kytovci mají jedinečný vzhled: jejich přední část těla je velmi robustní, mají vyklenutou, tupou hlavu bez výrazného zobáku. Na moři jdou dobře poznat podle velmi vysoké hřbetní ploutve a jedinečného zbarvení a jizvení. Mláďata jsou nejprve bronzově šedá až plavě hnědá, později stříbrošedá. Následně ztmavnou. Dospělí jedinci jsou šedě zbarvení, pokrytí bílými, většinou podélnými jizvami, skvrnami a fleky. Mladí dospělci bývají tmavší, téměř až černí, s věkem celkové barva bledne a velmi staré kusy mohou být až téměř bílé. Jizvy jsou způsobeny jednak zuby jedinců vlastního druhu (v rámci poněkud drsnější sociální interakce) a v menší míře zřejmě i chapadly jejich oblíbené kořisti – hlavonožců. Někdy může být na vině i žraloček brazilský. Spodní část těla je většinou podstatně světlejší než hřbet a boky. Pohlavní dimorfismus není příliš výrazný. Samci bývají o něco větší, zjizvenější a s přibývajícím věkem světlejší než samice.
Zuby má většinou pouze v dolní čelisti, a to 2–8 v každé půlce. Jsou ostré a mají tvar kolíků. Horní čelist je zpravidla bezzubá, i když někdy v ní lze nalézt jeden až dva páry zakrnělých zubů. Hřbetní ploutev je v poměru k velikosti těla velmi velká a srpovitě zahnutá. Prsní ploutve bývají dlouhé a zašpičatělé. Hřbetní a hrudní ploutve zůstávají tmavě zbarvené i u starších světlejších jedinců.

## Ekologie a chování
Plískavice šedá se na rozdíl od jiných příslušníků svého řádu zdržuje v menších skupinkách, které čítají většinou 4–6 kusů. V moři nalezneme dokonce i samotářské jedince. Můžeme ji často vidět nad mořskou hladinou, kde několik sekund přetrvá a následně se potopí zpět pod hladinu.

### Rozmnožování
U tohoto kytovce můžeme pozorovat rodinný kruh. Než se samici narodí mládě, nějakou dobu žije společně se samcem. Samice je březí okolo 350 dní, mláďata se rodí na přelomu zimy a jara. Samice své mládě kojí cca 1 rok.